# Steinhöring
Steinhöring er en kommune i Landkreis Ebersberg i Regierungsbezirk Oberbayern i den tyske delstat Bayern.

## Geografi
Steinhöring ligger i Region München.
Der er landsbyerne Sankt Christoph, Steinhöring.

## Historie
Den ældste kilde til navnet er fra 824. Steinhöring har siden det 16. århundrede haft en vigtig poststation. Kommunen hørte til Rentamt München og til Landgericht Schwaben i Kurfyrstedømmet Bayern.
I 1936 blev der i Steinhöring åbnet det første Mutter-Kind-Heim i det nazistiske program Lebensborn.